# Mälarhöjdens idrottsplats

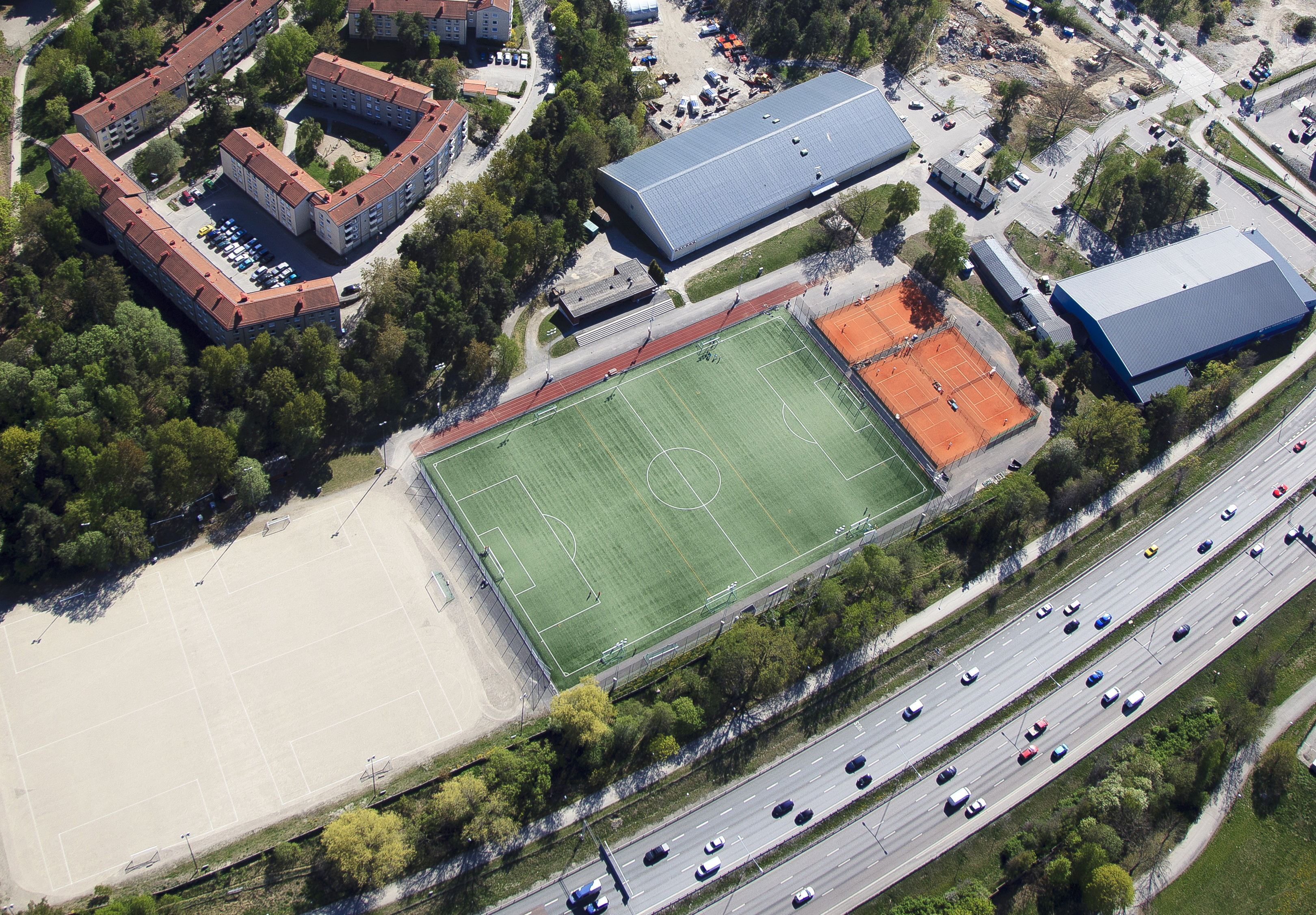
Mälarhöjdens idrottsplats, 2011.

Mälarhöjdens idrottsplats (även kallad Myren) är en kommunal idrottsplats som, trots namnet, ligger i stadsdelen Fruängen i södra Stockholm. Adressen är Lotta Svärds gränd 2. 

## Beskrivning

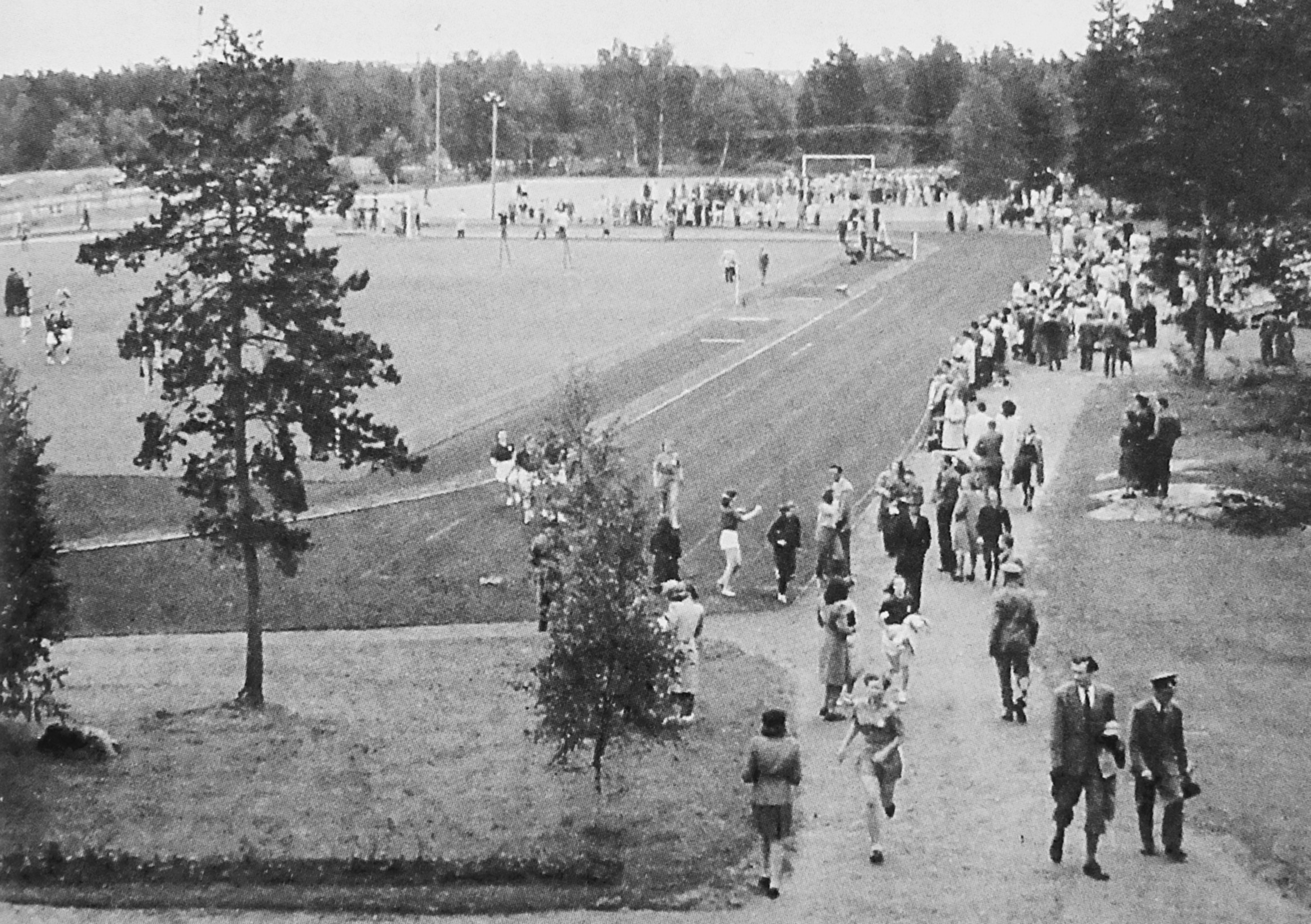
Mälarhöjdens IP på 1940-talet.

Mälarhöjdens IP anlades kring 1940 och var det första som byggdes i den planerade stadsdelen Fruängen, vars mark hade förvärvats av Stockholms stad 1937. Strax nordost om anläggningen låg arrendetorpet Wästertorp som gett stadsdelen Västertorp sitt namn. Hemmanet revs under slutet av 1940-talet.
Till en början bestod anläggningen av en stor grusplan med löparbana runtom och i öster ytterligare en grusplan dock mindre. I väster byggdes tre tennisbanor som blev färdiga till våren 1939. Idrottsplatsens läge och utbredning fastställdes i stadsplanen för västra Fruängen 1953. Då hade även den nya Södertäljevägen dragits förbi norr om idrottsplatsen och avskilt Mälarhöjden från Fruängen.
Sedan dess har Mälarhöjdens idrottsplats byggts om och utökats ett flertal gånger och med flera byggnader: Omklädningsrum och personalbyggnad (1938-1941), Mälarhöjdens ishall (den första byggdes på 1960-talet), Mälarhöjdens tennishall (1970-tal) och Mälarhöjdens gymnastikhall (invigd 2019). Till platsen hör tre tennisbanor, en löparbana, en konstgräsplan och en grusplan. Tennisanläggningen ägs av Mälarhöjdens IK medan övriga anläggningen är kommunal. I ishallen huserar Djurgården Hockeys ungdomsavdelning med bland annat en ishockeyskola.

## Bilder

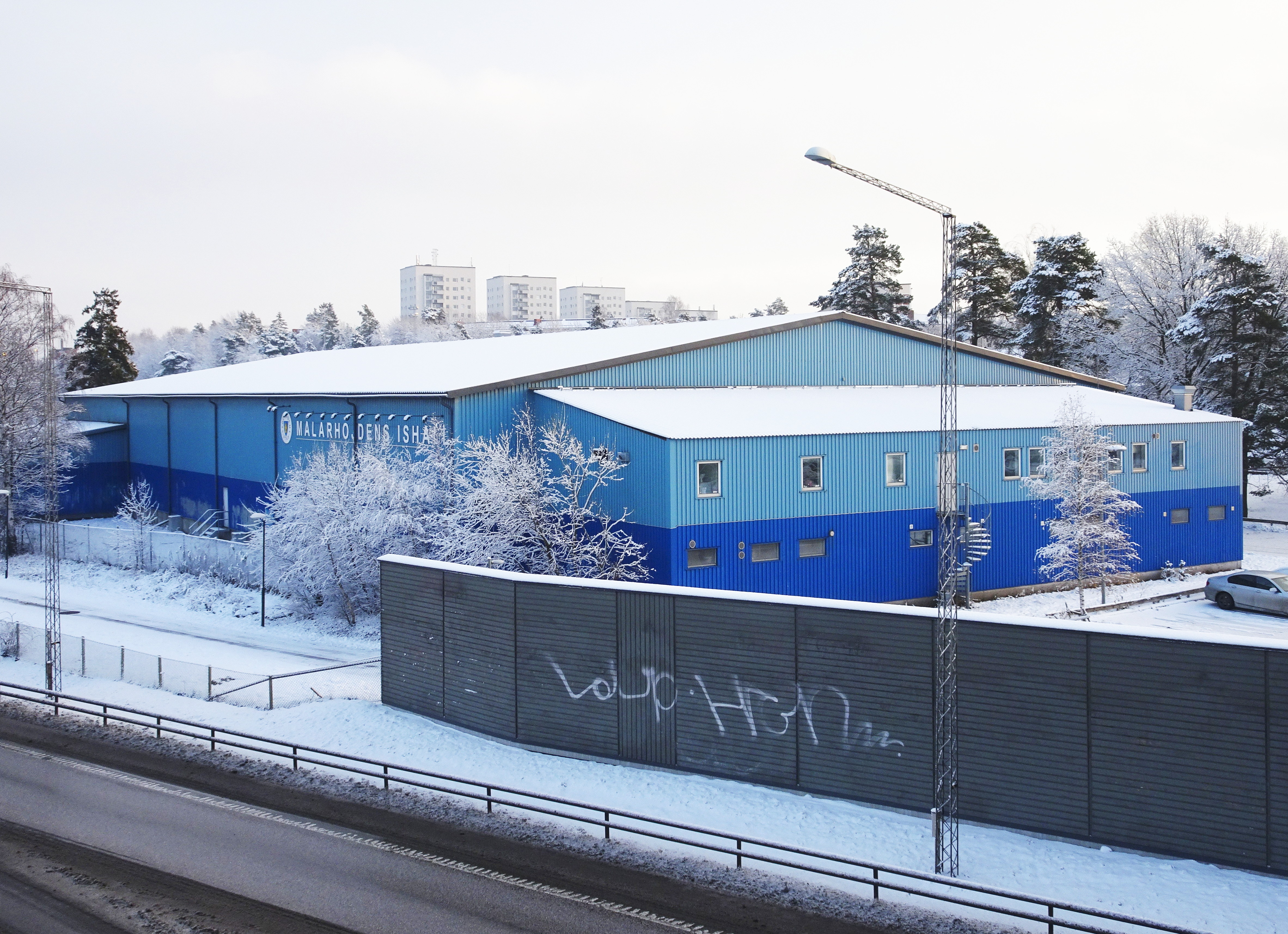
Ishallen.
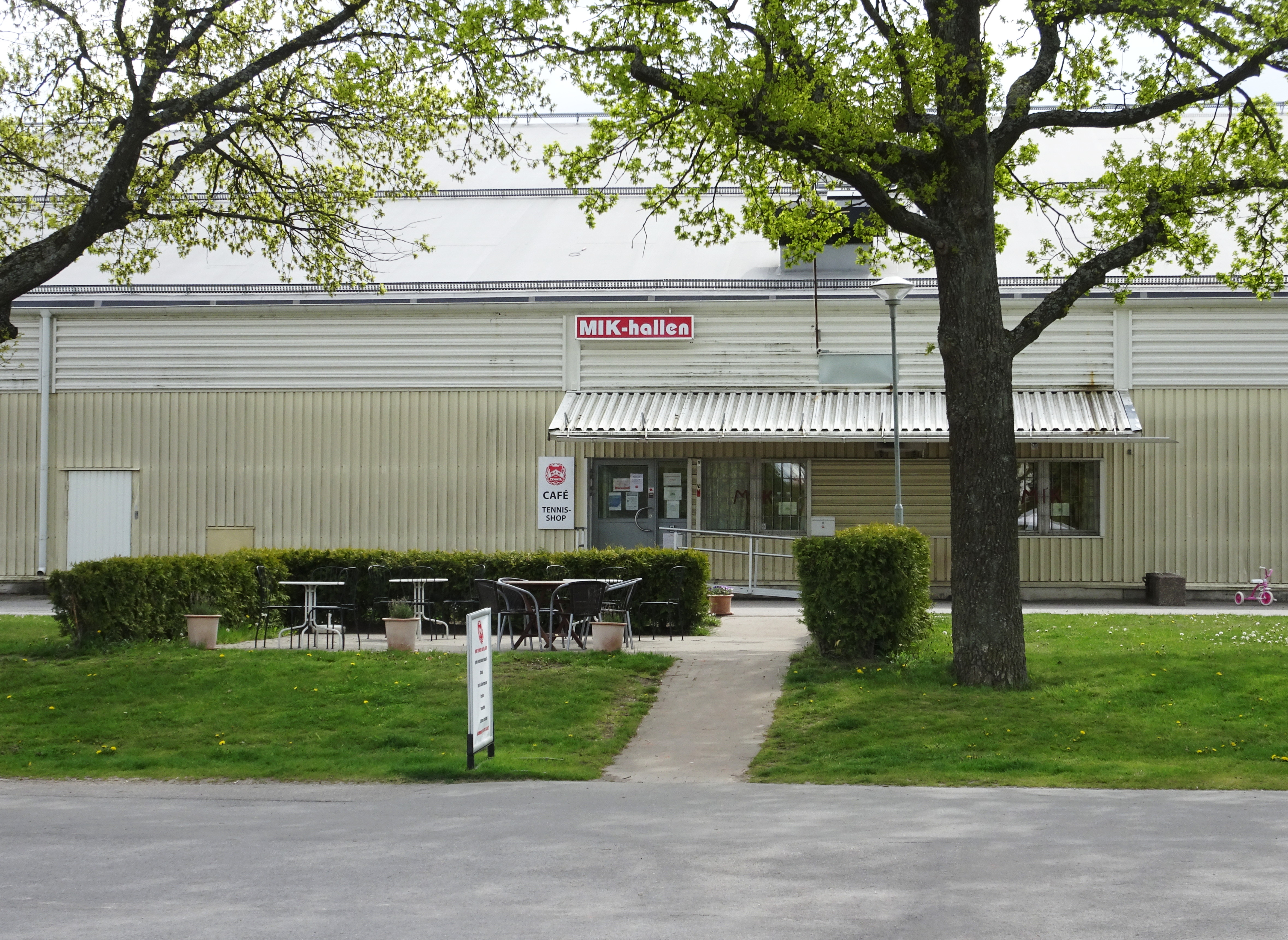
Tennishallen.
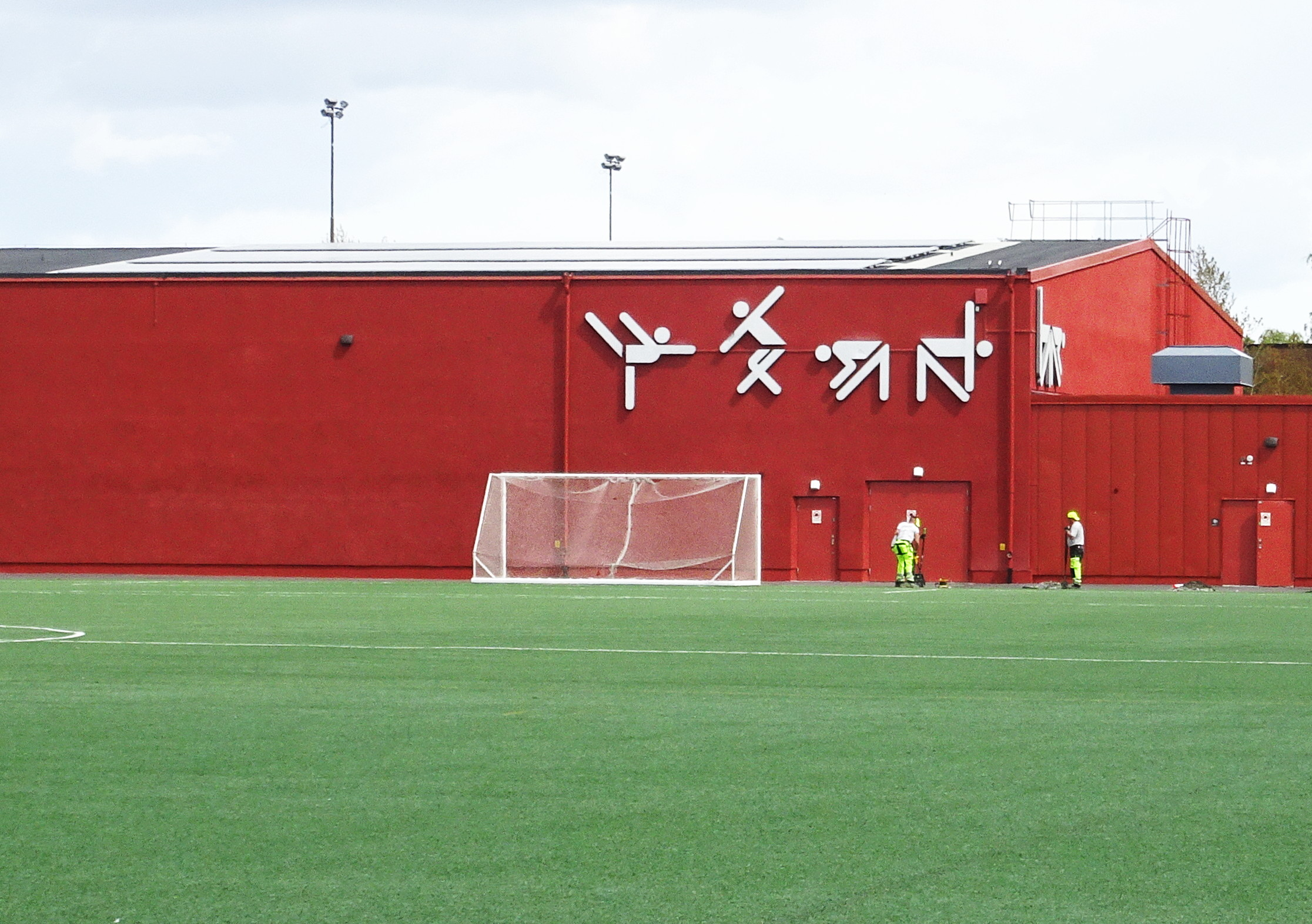
Gymnastikhallen.
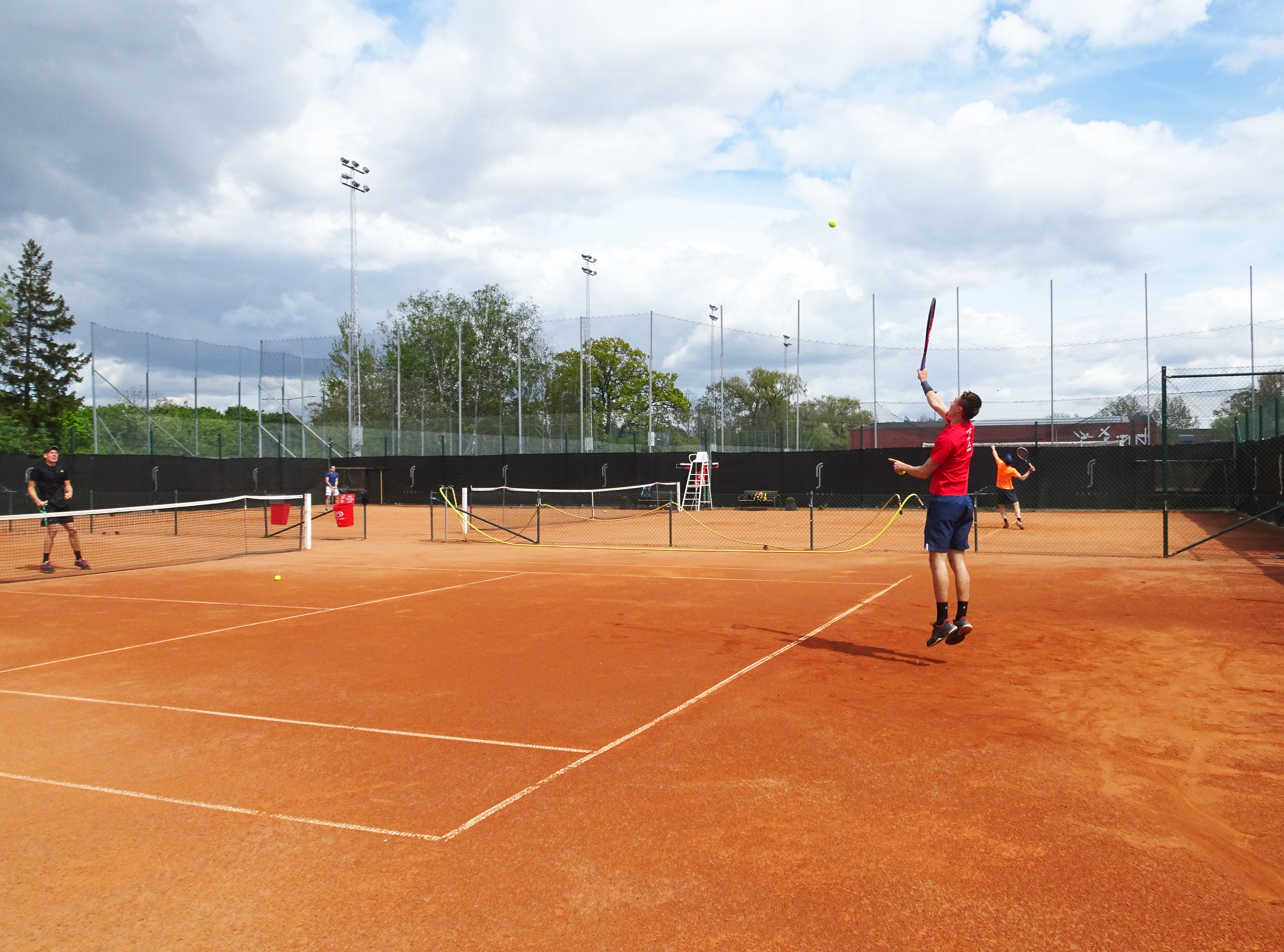
Tennisbanan